# Ómicron Scorpii
Ómicron Scorpii (ο Sco / 19 Scorpii) es una estrella de magnitud aparente +4,55
situada en la constelación de Escorpio.
De acuerdo a la nueva reducción de los datos de paralaje del satélite Hipparcos, se encuentra a 269 pársecs —879 años luz— del sistema solar, si bien la medida conlleva un alto grado de error que hace que su distancia esté comprendida entre 235 y 315 pársecs.
Ha sido considerada miembro de la Asociación estelar Scorpius OB2 pero dado que dicha asociación se encuentra a una distancia aproximada de 150 pársecs, su pertenencia a la misma es cuestionable.
Ómicron Scorpii es una gigante luminosa blanca de tipo espectral A4II/III con una temperatura efectiva de 8370 ± 200 K.
La medida de su diámetro angular, 1,15 milisegundos de arco, conjuntamente con la distancia a la que se encuentra, permite estimar su radio, siendo éste unas 44 veces más grande que el radio solar.
Gira sobre sí misma con una velocidad de rotación proyectada —componente de la velocidad radial que depende de la inclinación del eje de la estrella respecto a la línea de visión— de 23 km/s.
Presenta una metalicidad superior a la del Sol en un 48% y, como la mayor parte de las supergigantes de tipo A y F, muestra sobreabundancia de nitrógeno.
Aunque es una estrella masiva con una masa entre 7,9 y 8,7 masas solares, está por debajo del límite por encima del cual las estrellas explosionan como supernovas.
Tiene una edad entre 29 y 40 millones de años.
Ómicron Scorpii está asociada a una fuente emisora de rayos X, cuya separación respecto a la posición de la estrella en el espectro visible es de 5 segundos de arco. Sin embargo, hasta la fecha, no hay constancia de ninguna compañera estelar que acompañe a Ómicron Scorpii.
Por otra parte, aunque medidas iniciales detectaron un campo magnético en esta estrella de <Bz> = 46 G, posteriores mediciones parecen descartar la existencia de dicho campo.